# Nuga yongui baltobeul boatneunga
Pour plus de détails, voir Fiche technique et Distribution.
Nuga yongui baltobeul boatneunga (누가 용의 발톱을 보았는가) est un film sud-coréen réalisé par Kang Woo-seok, sorti en 1991.

## Synopsis
Sur une route déserte, Kim Ji-won, une présentatrice de journaux télévisés, a un rendez-vous secret avec Park In-gyu, le candidat à la présidence du parti d'opposition. Depuis sa voiture, elle est témoin de l'agression de Jung Yong-wook, un leader émergent du parti au pouvoir. Elle s'échappe de justesse. Plus tard, les médias annonce le suicide Jung Yong-wook et Park In-gyu exhorte Ji-won à garder le silence

## Fiche technique
- Titre : Nuga yongui baltobeul boatneunga
- Titre original : 누가 용의 발톱을 보았는가
- Titre anglais : Who Saw the Dragon's Claws?
- Réalisation : Kang Woo-seok
- Scénario : Kang Je-gyu
- Musique : Kang In-gu
- Photographie : Jeong Kwang-seok
- Montage : Kim Hyeon
- Production : Kim Wan-bae
- Société de production : Seoul Films
- Pays :  Corée du Sud
- Genre : Thriller
- Durée : 98 minutes
- Dates de sortie : 
  -  Corée du Sud : 5 avril 1991

## Distribution
- Ahn Sung-ki : Choi Jong-soo
- Kim Sung-ryung : Kim Ji-won
- Park Geun-hyeong : Park In-gyu
- Shin Seong-il : Kim Eui-chang
- Yim Jae-beum : Moon Do-sik
- Gi Ju-bong
- Lee Ki-young
- Yang Taek-jo
- Lee Hae-ryong
- Dokgo Young-jae
- Kim Il-woo
- Jeong Ji-yeong
- Kwon Byung-gil

## Distinctions
Le film a été nommé au Blue Dragon Film Award du meilleur film.